# 장동초등학교 용곡분교
장동초등학교 용곡분교는 대한민국 전라남도 장흥군 장동면 거개길 13 (용곡리)에 있었던 분교이다.

## 연혁
- 1939년 5월 10일 장평공립심상소학교 부설 삼계(三溪)간이학교 설립
- 1941년 5월 10일 장평국교 부설에서 장동국교 부설로 번경
- 1944년 4월 1일 장동서공립국민학교로 개교
- 1984년 6월 15일 병설유치원 개원
- 1994년 4월 1일 장동국민학교 용곡분교로 격하
- 1999년 8월 31일 장동초등학교와 통폐합

## 소개
장동면 감나무재 서부지역인 하산리, 용곡리, 만년리 등 삼계리는 항일정신이 투철한 지역으로 일본인들이 거주하지를 못하였기에 교육에 대한 지원을 해 주지 않아 이병귀 이상현 이상구 이동일 이충정 홍경표 씨 등 지역의 유지들이 앞장서 성금을 모으고 풍물놀이를 펼쳐 부지를 매입하고 행정의 지원을 받아 1944년 4월 1일 44명의 학생으로 장동서공립국민학교로 개교를 하였다. 최대 번성기에는 11학급 554명의 학생으로 운영되기도 하였으나 학생수의 감소로 1999년 9월 1일 재학생 10명(총 졸업생 45회, 1,115명)으로 장동초등학교와 통폐합되었다.